# Stekelbaarsachtigen
De Stekelbaarsachtigen (Gasterosteiformes) vormen een orde binnen de straalvinnige vissen.

## Classificatie
In Nelson en ITIS omvatten de Stekelbaarsachtigen de zeepaardjes en de zeenaalden, samen in de suborde Syngnathoidei, en de Stekelbaarzen en verwanten in de suborde Gasterosteoidei.
In FishBase zijn deze twee groepen elk in een eigen orde ingedeeld.
Volgens FishBase zijn er dan vijf families:
- Aulorhynchidae (Buissnavelvissen)
- Gasterosteidae (Stekelbaarzen)
- Hypoptychidae (Zandalen)
- Indostomidae (Stekelbuisbekvissen)
- Pegasidae (Zeedraken)

Wanneer de zeenaalden en zeepaardjes bij de orde worden gerekend is de indeling als volgt:
- Orde: Gasterosteiformes (Stekelbaarsachtigen)
  - Suborde: Gasterosteoidei
    - Hypoptychidae (Zandalen)
    - Aulorhynchidae (Buissnavelvissen)
    - Gasterosteidae (Stekelbaarzen)
    - Indostomidae (Stekelbuisbekvissen)

  - Suborde: Syngnathoideii
    - Pegasidae (Zeedraken)